# 安华·阿都马力
丹斯里安华·阿都马力（1898年—1998年1月31日），马来西亚政治人物、巫统创办人之一。

## 政治生涯
安华自20岁起就开始参与政治，当时他于1918年加入麻坡的穆斯林辩论协会。第二次世界大战后，他移居新山，在工程部担任首席文员。在那里，安华结识了反马来亚联邦人士，如翁嘉化和阿都拉曼亚辛（1970年代副首相依斯迈阿都拉曼的父亲）。
安华后来成为翁嘉化的私人秘书，当时后者于1947年成为柔佛州务大臣。当万伊德里斯·依布拉欣（Wan Idris Ibrahim）接替翁嘉化担任州务大臣后，他继续担任该职务，直至1953年退休。
安努亚作为巫统的创始成员，虽然从未在党内担任过任何职位，但受到党内普遍的尊重。他受到联合国成立的启发，负责提出马来人联合组织（后来改为巫统）这个名称。
退休后，他将大部分时间投入到志愿工作中，在柔佛州特赦委员会和多个学校董事会任职，并发起成立了柔佛痉挛儿童协会。他还负责与柔佛州政府谈判，为老人院的老年人提供特殊津贴。

## 晚年和逝世
自晚年后，由于年事已高和健康状况不佳，安华多年来一直无法行动，只能在家中度过。
1996年7月，安华在新山会见了首相马哈迪·莫哈末。这次会议是由柔佛州务大臣阿都干尼·奥斯曼配合马哈迪对该州进行为期两天的正式访问所安排的。阿都干尼描述安华时说：“他是一个人，他的智慧以及对巫统和马来社区的奉献使党和马来人受益。”
1998年1月31日，安华在新山苏丹后阿米娜医院去世，享年99岁。

## 个人生活
安华与Saodah Abdullah结婚，育有2儿4女。
他的孙女Mastisa Mohamed嫁给了马哈迪的儿子莫扎尼·马哈迪。